# طفلی به نام شادی
طفلی به نام شادی مجموعه اشعار و سروده‌های محمدرضا شفیعی کدکنی است که توسط انتشارات سخن منتشر شده است.در این کتاب اشعاری از شاعر را می‌خوانیم که در طول سال‌ها شعر و شاعری او سروده شده است. آثاری که ممکن است گهگاه پراکنده در این سو و آن سو خوانده باشیم. بسیاری از اشعار در محل‌های مختلفی مانند آکسفورد، پرینستون و ... سروده شده‌اند که می‌توانیم حتی محل ثبتشان را هم ببینیم. فضای اشعار، فضای دوستی با طبیعت، درخت‌ها و گیاهان و ... است.
کتاب طفلی به نام شادی بعد از ۲۳ سال منتشر شده است.

## مقدمه
در مقدمه کتاب،ایشان به طعنه نوشته اند: "در تمام مدت شاعری من که عمری شصت و چند ساله دارد- من همچنان آدم عقب مانده ای باقی مانده ام که نه وزن را رها کرده ام و نه قافیه را و نه معنی را، نه عشق را و نه تأمّلات وجودی را و نه ایران را. برای اثبات عقب ماندگی یک شاعر سندی استوارتر از این می توان یافت؟ آن هم در مملکتی که عقل اکثریت مردم آن به چشم شان است!" و در ادامه اضافه می کند که "داوری شعر با جامعه و به خصوص جامعه آینده است و باد سیاست که بخوابد معلوم می شود وزن هر شعر چقدر است."

## نام کتاب
نام کتاب برگرفته از شعری است که در صفحه ۳۹ کتاب درج شده است:
| طفلی به نام شادی دیریست گم شده است با چشم‌های روشن براق با گیسویی بلند به بالای آرزو *** هر کس ازو نشانی دارد ما را کند خبر این هم نشان ما: یک سو خلیج فارس سوی دگر خزر |

## فهرست
- زیر همین آسمان و روی همین خاک
- هنگامه شکفتن و گفتن
- از همیشه تا جاودان
- شیپور اطلسی‌ها
- در شب سردی که سرودی نداشت [۶][۷]